# Закон України «Про медіацію»
Закон України "Про медіацію" — законодавчий акт України, який визначає правові засади організації та проведення медіації в Україні з метою сприяння врегулюванню спорів (конфліктів) між сторонами шляхом досягнення ними взаємоприйнятного рішення, а також для узгодження особистого чи комерційного партнерства. Закон спрямований на впровадження ефективного позасудового способу вирішення спорів, зменшення навантаження на судову систему та зміцнення партнерських відносин у суспільстві  .

## Основні положення Закону
Закон України "Про медіацію" визначає такі ключові аспекти:
- Поняття медіації - визначається як позасудова добровільна, конфіденційна, структурована процедура, під час якої сторони за допомогою медіатора (посередника) намагаються врегулювати спір (конфлікт) у рамках медіаційної угоди.
- Принципи медіації - закріплюються основні засади проведення медіації, зокрема добровільність, конфіденційність, рівність сторін, незалежність та неупередженість медіатора.
- Сфера застосування медіації - визначаються види спорів (конфліктів), які можуть бути врегульовані шляхом медіації, за винятком окремих категорій, встановлених законом.
- Статус медіатора - визначаються вимоги до особи медіатора, її права та обов'язки, а також засади професійної діяльності.
- Процедура медіації - описуються етапи проведення медіації, включаючи ініціювання, підготовку, проведення інформаційно-оціночних та інших зустрічей сторін з медіатором, досягнення медіаційної угоди.
- Медіаційна угода - визначається юридична сила медіаційної угоди, порядок її укладення та виконання.

Прикінцеві та перехідні положення Закону України "Про медіацію" внесли важливі зміни до процесуального законодавства, зокрема до Господарського процесуального кодексу (ГПК), Цивільного процесуального кодексу (ЦПК) та Кодексу адміністративного судочинства (КАС) України .

## Історія прийняття
Законопроект пройшов довгий шлях, починаючи з першої спроби у 2010 році. Протягом цього часу було подано численні законопроекти (№ 7481, № 8137, № 10301, № 10301-1, № 2425а, № 2425а-1, № 2480, № 2480-1, № 3665, № 3665-1, № 10425), які неодноразово поверталися на доопрацювання або відкликалися. Основні причини відхилень стосувалися недоліків у регулюванні передачі спорів, правових наслідків медіації, статусу медіаторів та організацій, порядку сертифікації, сфери застосування, доступу до професії та узгодження принципів медіації з публічним владним управлінням. Найближчим до успіху був законопроект № 3665, який навіть пройшов перше читання, але згодом був відхилений. Передостання спроба у 2019 році також не увінчалася успіхом через дострокові вибори. Лише наполеглива робота та врахування попередніх зауважень призвели до остаточного прийняття Закону "Про медіацію" у листопаді 2021 року   .
"ЗА" прийняття Закону України "Про медіацію" у другому читанні було проголосовано 302 депутатами Верховна Рада України .
Про прийняття Закону України "Про медіацію" у другому читанні можна переглянути в тут.
Здобутки та виклики після двох років застосування Закону України "Про медіацію" було обговорено на круглому столі у Верховному Суді .